# Thozetella cristata
Thozetella cristata är en svampart som beskrevs av Piroz. & Hodges 1973. Thozetella cristata ingår i släktet Thozetella och familjen Chaetosphaeriaceae.   Inga underarter finns listade i Catalogue of Life.